# Johann von Morschheim

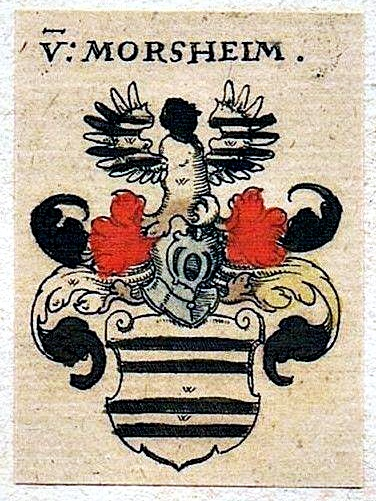
Wappen der pfälzischen Adelsfamilie von Morschheim bzw. von Morsheim

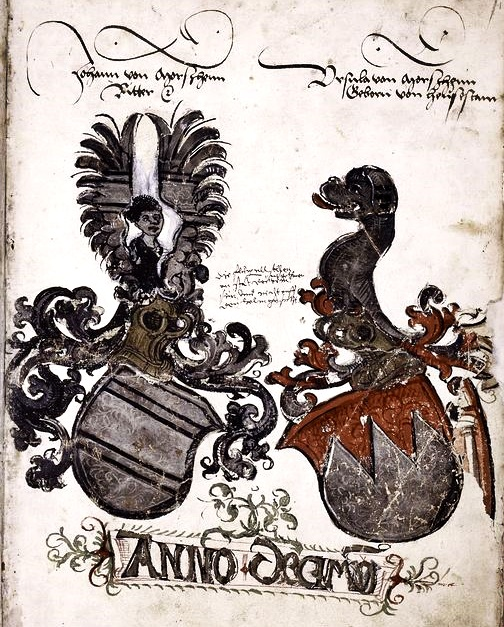
Wappen Johann Morschheim und Ursula von Heusenstamm, zum 10. Hochzeitstag, 1500

Johann von Morschheim, oft auch Morsheim (* um 1445; † 25. Januar 1516 in Worms) war ein Adeliger im Dienste der Kurpfalz.

## Herkunft und Familie
Er gehörte der pfälzischen Adelsfamilie von Morschheim an, welche ihren Stammsitz in dem gleichnamigen Ort hatte und war der Sohn des Landadeligen Heinrich von Morschheim († 1477), Beisitzer am Kurpfälzer Hofgericht, und seiner Gattin Mechthild geb. von Bettendorf († 1473), Tochter des Heidelberger Schultheißen und Kurpfälzischen Kammermeisters Ulrich von Bettendorf († 1440). Beide Eltern wurden in der Karmeliterkirche Kreuznach begraben. Mit Georg von Morschheim starb das Geschlecht 1651 im Mannesstamm aus.

## Leben und Wirken
Seit 1460 studierte Johann von Morschheim an der Artistenfakultät der Universität Basel, 1473 erscheint er als Baccalaureus Artium an der Universität Heidelberg, um dann nach Basel zurückzukehren und im Dezember 1474 dort den Grad eines Magister artium zu erwerben.
Um 1477 trat Morschheim in die Dienste des Pfalzgrafen Johann I. von Pfalz-Simmern, wurde 1480 dessen Amtmann in Bad Kreuznach und 1483 sein Hofmeister. 1485 war er Rat des  Kurfürsten Philipp von der Pfalz, der ihn öfter  mit wichtigen Missionen betraute. Von 1487 bis 1499 amtierte er als kurpfälzischer Vogt und Oberamtmann von Germersheim, 1494 und 1495 auch als Burggraf und Oberamtmann von Alzey.
1500 ging Johann von Morschheim als Hofmeister des Prinzen Ludwig an den Kurpfälzischen Hof nach Heidelberg. 1502  wurde er kurpfälzischer Rat und 1505 Großhofmeister. Am 9. Dezember 1509 erhielt er in Prag die Erhebung zum Ritter vom goldenen Sporn. 1510 besuchte er im Gefolge des nunmehrigen Kurfürsten Ludwig V. den Reichstag in Augsburg. Morschheim erscheint 1512 als Bürgermeister in Oppenheim, ab 1513 als Assessor (Richter) am Reichskammergericht. In dieser Eigenschaft verstarb er hochgeachtet, als Kaiserlicher Rat, in Worms und wurde in der dortigen Johanneskirche beigesetzt; die Grabinschrift ist überliefert.
Johann von Morschheim hatte 1477 Margarethe Horneck von  Heppenheim († 1488) und 1490 Ursula von Heusenstamm geheiratet. Aus beiden Ehen gingen insgesamt 16 Kinder hervor, wovon der Sohn Johann Heinrich 1538–1544 als kurmainzer Vitztum des Rheingaues amtierte.

## Literarische Tätigkeit
1497 schrieb Johann von Morschheim seinen „Spiegel des Regiments“, eine Mischung aus allegorischem Fürstenspiegel und Moralsatire, die aber erst 1515 in Oppenheim erschien und acht Auflagen erlebte. Der Inhalt ist eine bissige Spottdichtung in 997 Versen, über das zeitgenössische Hofleben, in dessen erstem  Teil wohl eigene Erlebnisse am pfälzischen Hof ihren Niederschlag gefunden haben. Die Handlung spielt am Hof der satanischen, vom Himmel gestürzten „Untreue“, welche  nach dem menschlichen Sündenfall die Herrschaft auf der Erde an sich gerissen hat. Ihr von Intrigen, Bestechungen und Falschheit strotzender Staat stellt das höfische Idealbild auf den Kopf. Am Ende des Buches (ab Vers 513) folgt ein Aufruf des Autors, in dem er die Fürsten bittet, unter ihrer Herrschaft andere Zustände zu schaffen und gerecht zu regieren. Das Werk steht in der Tradition des „Schachzabelbuchs“ Konrads von Ammenhausen, des „Renners“ Hugos von Trimberg und ähnelt dem etwa zeitgleich abgefassten „Narrenschiff“ von Sebastian Brant.